# Lugalkiniszedudu

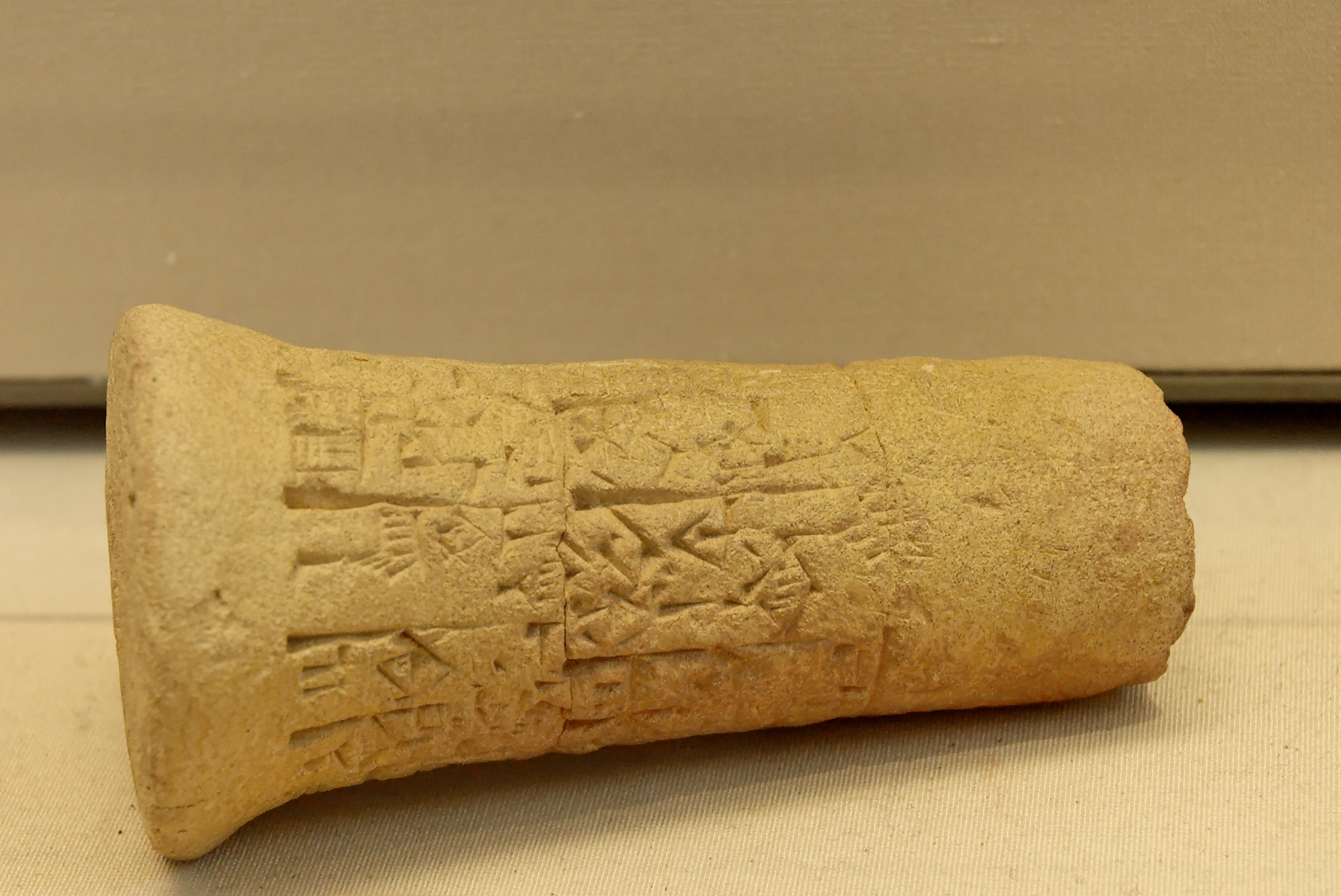
tzw. „gwóźdź fundacyjny” z inskrypcją Enmeteny, władcy miasta-państwa Lagasz. Fragment tejże inskrypcji mówi o traktacie pokojowym zawartym pomiędzy Enmeteną z Lagasz a Lugalkiniszedudu z Ummy: „To były te dni, w których Enmetena, władca Lagasz, i Lugalkiniszedudu, władca Ummy, zawarli braterstwo”. Znaleziony w Girsu (ob. Telloh), zbiory Luwru (AO 22954)

Lugalkiniszedudu (lub Lugalure) – według „Sumeryjskiej listy królów” drugi władca należący do II dynastii z Uruk. Dotyczący go fragment brzmi następująco:
„Lugalkiniszedudu (z Uruk) panował przez 120 lat”.
Lugalkiniszedudu początkowo był władcą miasta-państwa Umma. Z czasem – jak wskazują jego inskrypcje wotywne – udało mu się rozszerzyć swe panowanie na inne sumeryjskie miasta-państwa: Uruk (które stało się jego nową stolicą), Ur i Kisz. Lugalkiniszedudu współczesny był Enmetenie, władcy miasta-państwa Lagasz, z którym zawarł traktat pokojowy.